# US Triestina Calcio 1918
Unione Sportiva Triestina Calcio 1918, zkráceně jen Triestina je italský fotbalový klub hrající v sezóně 2024/25 ve 3. italské fotbalové lize sídlící ve městě Terst v regionu Furlansko-Julské Benátsko.
Klub byl založen v roce 2. února 1919 sloučením dvou klubů FC Terst a CS Ponzianou na Unione Sportiva Triestina. Od sezony 1928/29 až do sezony 1956/57 hrály v nejvyšší lize. Dne 30. června roku 1994 klub končí v bankrotu a je založen klub nový Nuova Unione Sportiva Triestina Calcio a začal hrát Serii D. Další krach přišel v červnu 2012. Klub skončil ale zanedlouho byl založen nový Unione Triestina 2012 Società Sportiva Dilettantistic a začal hrát v regionální lize. Klub se v sezoně 2015/16 dostal do úpadku ale sezonu dohrál. V dubnu roku 2016 koupil klub v aukci za 100 000 Euro australský podnikatel Mario Vittorio Biasin a změnil název na Società Sportiva Dilettantistica Unione Sportiva Triestina Calcio 1918.
Nejvyšší soutěž hráli celkem v 28 sezonách a prvně ji okusili v sezoně 1928/29. Serii A hráli v sezonách 1929/30 až 1956/57 a naposled v sezoně 1958/59. Nejlepší umístění bylo 2. místo v sezoně 1947/48 kdy tým trénoval Nereo Rocco.

## Změny názvu klubu
- 1919/20 – 1981/82 – US Triestina (Unione Sportiva Triestina)
- 1982/83 – 1993/94 – US Triestina Calcio (Unione Sportiva Triestina Calcio)
- 1994/95 – 1996/97 – Nuova US Triestina Calcio (Nuova Unione Sportiva Triestina Calcio)
- 1997/98 – 2011/12 – US Triestina Calcio (Unione Sportiva Triestina Calcio)
- 2012/13 – 2015/16 – SSD Unione Triestina 2012 (Società Sportiva Dilettantistica Unione Triestina 2012)
- 2016/17 – SSD US Triestina Calcio 1918 (Società Sportiva Dilettantistica Unione Sportiva Triestina Calcio 1918)
- 2017/18 – US Triestina Calcio 1918 (Unione Sportiva Triestina Calcio 1918)

## Získané trofeje

### Vyhrané domácí soutěže
- 2. italská liga (1×)

1957/58
- 3. italská liga ( 2x )

1961/62, 1982/83
- 4. italská liga ( 2x )

1971/72, 1975/76

#### Medailové umístění
| Medaile umístění | Sezona  |
| ---------------- | ------- |
| Serie A          | 1947/48 |

## Účast v ligách
| Úroveň soutěže | Název soutěže (nynější název) | První hraná sezona | Poslední hraná sezona | celkem odehraných sezon |
| -------------- | ----------------------------- | ------------------ | --------------------- | ----------------------- |
| 1              | Serie A                       | 1928/29            | 1958/59               | 28                      |
| 2              | Serie B                       | 1924/25            | 2010/11               | 26                      |
| 3              | Serie C                       | 1961/62            | 2024/25               | 30                      |
| 4              | Serie D                       | 1971/72            | 2016/17               | 12                      |
| 5              | Eccellenza                    | 1994/95            | 2013/14               | 2                       |

Historická tabulka Serie A od sezony 1929/30 do 2023/24.
| Celkové místo | Odehraných sezon | Celkem bodů | Celkem zápasů | Celkem výher | Celkem remíz | Celkem proher | Celkové skore |
| ------------- | ---------------- | ----------- | ------------- | ------------ | ------------ | ------------- | ------------- |
| 20            | 26               | 774         | 874           | 253          | 268          | 353           | 1004:1280     |

## Fotbalisté

### Historické statistiky
| Počet utkání | Počet utkání        | Počet utkání |  | Počet branek | Počet branek    | Počet branek |
| Pořadí       | Jméno               | Počet        |  | Pořadí       | Jméno           | Počet        |
| 1.           | Pietro Pasinati     | 344          |  | 1.           | Denis Godeas    | 87           |
| 2.           | Maurizio Costantini | 307          |  | 2.           | Franco De Falco | 82           |
| 3.           | Ersilio Cerone      | 301          |  | 3.           | Nereo Rocco     | 66           |
| 4.           | Gino Colaussi       | 275          |  | 4.           | Pablo Granoche  | 61           |
| 5.           | Francesco Petagna   | 274          |  | 5.           | Mirco Gubellini | 59           |

### Rekordní přestupy
| Nákup  | Nákup          | Nákup     | Nákup         | Nákup           |  | Prodej | Prodej           | Prodej    | Prodej  | Prodej        |
| Pořadí | Jméno          | sezona    | klub          | částka          |  | Pořadí | Jméno            | sezona    | klub    | částka        |
| 1.     | Pablo Granoche | 2007/2008 | Coatzacoalcos | 1 mil. Euro     |  | 1.     | Alessandro Budel | 2003/2004 | Milán   | 2 mil. Euro   |
| 2.     | Omar Correia   | 2023/2024 | Koper         | 0,675 mil. Euro |  | 2.     | Edmund Hottor    | 2009/2010 | Milán   | 1,2 mil. Euro |
| 3.     | Simone Calvano | 2020/2021 | Hellas        | 0,5 mil. Euro   |  | 3.     | Denis Godeas     | 2005/2006 | Palermo | 1,1 mil. Euro |

## Na velkých turnajích

### Vítězové Mistrovství světa
- Bruno Chizzo (MS 1938)
- Gino Colaussi (MS 1938)
- Piero Pasinati (MS 1938)

### Účastník Mistrovství světa
- Ivano Blason (MS 1950)

### Účastníci Olympijských her
- Cesare Presca (OH 1948)
- Luciano Magistrelli (OH 1960)

### Česká stopa
- Josef Kajml (1951/52)
- Jaroslav Šedivec (2007/08, 2009/10)